# Фосфофиллит
Фосфофиллит — минерал, водный фосфат цинка. Образует кристаллы толстотаблитчатого габитуса и других форм,
характерно двойникование проникновения и типа «рыбий хвост». Цвет варьируется от сине-зелёного до
светло-зелёного, иногда находят прозрачные кристаллы.

## История
Фосфофиллит впервые был найден в районе Хагендорф (община Вайдхаус, Бавария), и описан Генрихом Лаубманом и Германом Штейнмецом в 1920-м году.
Минерал получил название от своего химического состава (фосфат) и греческого слова φύλλον, означающего «лист», подчёркивающего совершенную
спайность минерала.

## Свойства
Растворяется в кислотах. Чувствителен к нагреву.

## Месторождения
Фосфофиллит образуется в пегматитовых жилах и сопутствует таким минералам, как сфалерит,
вивианит, триплит, фосфосидерит, трифилин, фторапатит, стренгит, файрфильдит.

Известными месторождениями фосфофиллита являются шахта Морококала в провинции Даленсе и шахта Унификада в Серро-Рико-де-Потоси, Боливия, где более не добывается.
Среди других месторождений можно указать: холм Реапхук на хребте Флиндерс в Австралии, восточный Кемптвилль в канадской провинции Новая Шотландия,
шахту Махарахара на острове Северный, Новая Зеландия, месторождение у города Нюнесхамн в Швеции, а также многочисленные месторождения в Соединённых Штатах.

## Синтетический фосфофиллит
Фосфофиллит был синтезирован путем добавления диаммонийфосфата к раствору сульфата цинка и железа.

## Применение
В силу низкой твёрдости, фосфофиллит редко подвергается огранке и не используется в производстве украшений.
Однако минерал высоко ценится коллекционерами ввиду своей редкости.
Фосфофиллит используют в покрытиях для стали, чтобы предотвратить коррозию.